# Референдарий
Референда́рий (от лат. referendarius от а referendo — докладчик) — должностное лицо в Королевстве Польском и Великом княжестве Литовском, занимавшееся приёмом жалоб от частных лиц и передачей их содержания канцлеру, который, в свою очередь, доводил их до сведения короля и великого князя. После того, как монарх рассматривал просьбу или жалобу, референдарий сообщал о его решении заинтересованной стороне.
В Польше должности светского и духовного референдариев были введёны в 1507 году, в Великом княжестве Литовском известны соответственно с 1539 и 1575 годов. Таким образом, после образования единого государства — Речи Посполитой — было четыре референдария. 
Референдарии, постоянно находясь при монархе, были также его советниками. В 1633 году духовный референдарий получил право присутствовать на заседаниях Сената с правом совещательного голоса. Духовный референдарий был председателем референдарского суда, где принимал решения единолично. Высшей апелляционной инстанцией по отношению к референдарскому суду был так называемый асессорский (королевский) суд.